# راندا حافظ
رنده حافظ (من مواليد 26 يناير 1985) هي ممثلة ومغنية مصرية. بدأت حياتها المهنية كممثلة تجارية تلفزيونية. ثم عملت مذيعة تلفزيونية في البرامج التلفزيونية الفنية والرياضية على قناة المحور. بدأت بدايتها في الغناء في الموسم الثاني من برامج المواهب الشعبية ستار أكاديمي. اكتسبت شهرة واسعة بعد العرض ودخلت صناعة التمثيل من خلال مشاركتها في المسلسل التلفزيوني اللبناني "ساعة بالاذاعة" مع جورج خباز. في عام 2009 ، أصدرت ألبومها الأول بعنوان "ميالة" ، حقق الألبوم نجاحات كبيرة ليس فقط في مصر والعالم العربي ولكن أيضًا في جميع أنحاء العالم. أغنية "جوايا كتير" - إحدى أغاني ألبومها - ترجمت إلى اللغة التركية بصوت المطربة التركية " سنان أكشيل ". كما تضمن ألبوم بودروم للموسيقى العالمية أغنية "غوايا كتير" التي قدمتها رندة باللغة العربية. كانت هذه هي المرة الأولى التي يشارك فيها مطرب عربي في هذا الألبوم.
في عام 2010 ، حصلت رندة على العديد من الجوائز في مجال الموسيقى. حصلت على جائزة أفضل مطربة صاعدة في الشرق الأوسط "MEMA". كما حصلت على جائزة أفضل ألبوم في عام 2010 في جوائز DEAR GUEST. كما حصلت "غوايا كتير" على جائزة أفضل أغنية عربية في جوائز MTV الشرق الأوسط.
وفي العام نفسه ، اختيرت رندة لتكون مغنية في حفل افتتاح بطولة البحر المتوسط بليبيا 2010 ، والتي غنت فيها رابدة أغاني باللغتين العربية والإنجليزية.
بعد ذلك غنت رندة أكثر من أغنية واحدة ، مثل "المأذون" و "نزوة" ، والتي حققت نجاحًا كبيرًا ، واستمع إليها أكثر من 20 مليون مستمع على المنصات الرقمية ، وتصدرت الأغنية الأغنية. ترتيب الأغاني على الإذاعات العربية في ذلك الوقت.

## وصلات خارجية
- راندا حافظ على موقع قاعدة بيانات الأفلام العربية